# Konkurenční vyloučení

Fáze 1 ukazuje obývání biomu jedním druhem, fáze 2 ukazuje vniknutí invazivního (červeného) druhu, vstupujícího do kompetice s druhem původním. Jak jde čas, začne se rozdíl v adaptaci na biom projevovat v zastoupení jednotlivých populací. Třetí fáze zobrazuje, jak byli žlutí ptáci přinuceni okolnostmi přizpůsobit se na novou niku (červy z korun a trávy).

V ekologii princip konkurenčního vyloučení (anglicky the competitive exclusion principle) označuje zákonitost, podle které nemohou koexistovat dva druhy soupeřící o jeden zdroj, pakliže ostatní ekologické faktory sdílejí. Důvodem je, že pokud má jeden druh i pouze nepatrně lepší adaptaci na prostředí, časem se projeví jeho dominance. A téměř vždy je rozdíl dostatečný na to, aby slabší z druhů buďto vyhynul, nebo se přizpůsobil na jinou niku. V principu jde o proslulý „zákon džungle“ – silnější vyhrává.

Simulace koevoluce dvou druhů v kompetici.

## Experimentální základy
Princip jevu popsal v terénním pozorování Joseph Grinnell v roce 1904 formulovaného takto: „Dva druhy se zhruba stejnými stravovacími návyky se pravděpodobně neudrží na stejném místě příliš dlouho. Jeden získá časem nad druhým početní převahu.“ Anglický název Gause's law vychází ze studie Georgy Gauseho na dvou druzích trepek Paramecium, P. aurelia a P. caudatum. Podmínky byly nastaveny tak, aby měly trepky každý den přísun čerstvé vody a dostatek potravy. Přestože P. caudatum začala ihned dominovat, P. aurelia se nakonec vzpamatovala a P. caudatum vymřely. Nicméně Gausemu se povedlo udržet P. caudatum naživu díky regulaci různých faktorů jako je množství jídla a vody. Proto je Gausův zákon platný pouze pro ekologicky konstantní podmínky. Gause také studoval kompetici na některých druzích kvasinek, konkrétně Saccharomyces cerevisiae a Schizosaccharomyces kefir a zjistil, že Schizosaccharomyces kefir v minulosti zřejmě zcela převálcovala Saccharomyces cerevisiae produkováním na ethyl mnohem koncentrovanějšího alkoholu.

## Předpovědi
Konkurenční vyloučení bylo předpovězeno mnoha matematickými a teoretickými modely jako je Lotka-Volterra model kompetice. Nicméně přírodní ekosystémy v praxi Gausův zákon, z doposud nepříliš dobře známých důvodů, často porušují. Nejznámějším příkladem je paradox planktonu. Všechny druhy planktonu žijí na limitovaném počtu zdrojů, primárně solární energii a minerálech rozpuštěných ve vodě. Podle konkurenčního vyloučení by měla existovat pouze malá část s ohledem na rozdíl v jejich evolučním fitness. Přesto řada druhů planktonu na volném moři koexistuje. Mezi další příklady patří MacArthurovy pěnice nebo Darwinovy pěnkavy.

## Paradoxní znaky
Částečné řešení výše zmíněných paradoxů leží v mnoha úrovních ekologického systému. Prostorová heterogenita, trofické interakce nebo kompetice v čerpání mnoha zdrojů (ne pouze jednoho), kompetičně-kolonizační výměny a symbióza mohou tvořit výjimku. Nicméně všechny tyto nedostatky jsou zřejmě vědecky detekovatelné. Navíc se zdá, že mnoho biomů je v produkování určitého zdroje téměř neomezených. Tím se vytváří nový paradox: většina dobře známých modelů, které umožňují dlouhodobou koexistenci pro neomezené množství druhů se nezdají být kompatibilní s pozorovanou praxí biologicky rozmanitých biomů.